# Кавка, Роман Павлович
Роман Павлович Кавка (18 августа 1934, Геленки, Польская Республика — 21 августа 1997, Дрогобыч, Львовская область) — украинский и советский учёный-селекционер. Доктор сельскохозяйственных наук (1985).

## Биография
В 1958 году окончил Львовский зооветеринарный институт.
В 1958—1961 годах работал на Республиканской станции племеменной работы и искусственного осеменения сельскохозяйственных животных во Львове, затем в 1966—1997 годах — заведующим лаборатории животноводства Прикарпатского филиала Института земледелия и животноводства Западного региона Национальной академии аграрных наук Украины (с. Лешня (Львовская область)) (1966—1997).

## Научная деятельность
Работал над созданием внутрипородного типа симментальской породы крупного рогатого скота; разработал технологию консервирования зелёной массы, злаковых и зернобобовых культур; частичную замену молочного жира другими жирами и жирными кислотами; установил положительное влияние сбалансированности рационов телят по жирнокислотному составу на их рост и обмен веществ.
Автор ряда научных работ, в том числе диссертации «Влияние уровня жирового питания (молочным жиром) в молочный период на рост и формирование обменных функций у молодняка крупного рогатого скота».

## Избранные публикации
- Жирнокислотное (С5…С12) питание телят. 1984
- Низкомолекулярные жирные кислоты в питании телят // Молочно-мясное скотоводство: Сб. К., 1988. Вып. 73;
- Нормы короткоцепочечных жирных кислот в ЗУМ для телят // Животноводству — науч. обеспечение. Дн., 1991;
- Консервування діацетатом сечовини вологого фуражного зерна ярого ячменю сорту Ельгіна // Корми і кормовиробництво. В., 1995. Вип. 40 (в соавт.);
- Жирнокислотное питание телят. Л., 1997.